# 马欢

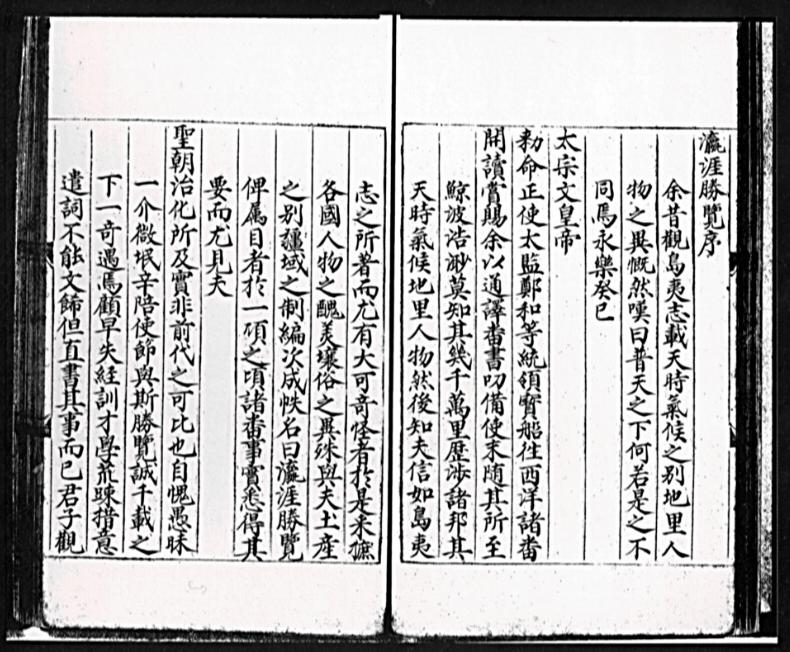
马欢著《瀛涯胜览》

马欢（？—？），字宗道、汝钦，号会稽山樵，浙江会稽（今绍兴）人，是一名穆斯林，通晓阿拉伯语及波斯语。明朝通事（翻译官）、航海家，曾随郑和三次下西洋。为了纪念马欢，南沙群岛中有一岛名为马欢岛。

## 隨鄭和下西洋
- 永乐十一年（1413年，第四次下西洋），到访占城、爪哇、旧港、暹罗、古里、忽鲁谟斯等国
- 永乐十九年（1421年，第六次下西洋），到访满剌加、亚鲁国、苏门答剌、锡兰、小葛兰、柯枝、古里、祖法儿和忽鲁谟斯等国。
- 宣德六年（1431年，第七次下西洋），太监洪保派遣马欢等七位使者到天方朝圣。

马欢将下西洋时亲身经历的二十国国王、政治、风土、地理、人文、经济状况纪录下来在景泰二年成书的《瀛涯胜览》。